# Cedry Wielkie (plaats)
Cedry Wielkie (Duits: Groß Zünder) is een dorp in het Poolse woiwodschap Pommeren, in het district Gdański. De plaats maakt deel uit van de gemeente Cedry Wielkie en telt 1007 inwoners.

## Verkeer en vervoer
- Station Cedry Wielkie